# Svend Wad
Svend Wad, född 3 februari 1928 i Bov, död 4 december 2004 i Haderslev, var en dansk boxare.
Wad blev olympisk bronsmedaljör i lättvikt i boxning vid sommarspelen 1948 i London.